# إنديانابوليس 500 سنة 1963
سباق إنديانا بوليس -500 ميل 1963 أقيم في حلبة إنديانابوليس موتور سبيدواي في 30 مايو 1963 وفاز في السباق بارنالي جونز من فريق جي سي اقجانيان بمتوسط سرعة 143.137 ميل/س (230.357 كم/س).
وكان أول المنطلقين بارنالي جونز بسرعة 151.153 ميل/س (243.257 كم/س).